# Lluís Vallmitjana Rovira
Lluís Vallmitjana Rovira (Torredembarra 24 de desembre de 1914, Barcelona 15 de gener de 2006) fou un naturalista i biòleg català. Catedràtic d'histologia vegetal i animal de la Facultat de Biologia de la Universitat de Barcelona. Membre de l'Acadèmia de Ciències i Arts de Barcelona (1982) i de l'Acadèmia de Medicina de Catalunya (1983).

## Biografia
Era fill del metge Ferran Vallmitjana Borrull i d'Antònia Rovira Bofill. Va fer el batxillerat intern a Tarragona, als germans Maristes de la Salle. Va finalitzar els estudis a Barcelona i es va llicenciar l'any 1934. Aquest mateix any va ser nomenat auxiliar temporal i publicà el primer treball científic, que fou en català i es titulava Tinció en viu dels hidrozous amb blau de metilè.
L'any 1936, l'inici de la guerra civil espanyola el va agafar a Madrid, on estava amb altres companys, per presentar-se a oposicions per a institut. A la guerra va lluitar al bàndol republicà en seccions de transport, com a conductor de camions, cotxes i motos.
Va ser nomenat auxiliar temporal, després adjunt (1940-1949) - aquesta plaça fou substituïda per “Encargado de plaza vacante de Histología Vegetal y animal”-. Va ser Professor encarregat de l'assignatura de Bacteriologia i Protozoologia. Nomenat Doctor en Ciències Naturals, a Madrid el 1946, la seva tesi va ser: “Sobre el condrioma de la fibra muscular estriada”.
Des de 1950 fins a la seva jubilació el l985, va ocupar la Càtedra d'Histologia Vegetal i Animal de la Facultat de Biologia de la Universitat de Barcelona.
A més a més va ser col·laborador del Consell Superior d'Investigacions Científiques, essent cap de la secció d'histologia aplicada de l'Institut de Biologia Aplicada des del 1944 i Secretari de la Facultat de Ciències, 1954-1956.
Al mateix temps, va ser Tècnic Cap de Serveis del Laboratori Municipal de Barcelona a la secció de control d'aigües des de 1947 fins a 1960, treball que va simultaniejar amb la Càtedra durant un temps i Degà en funcions de la Facultat de Biologia (1977-1979).
Va ser l'impulsor de l'adquisició del primer microscopi electrònic de la Facultat de Ciències des de 1956, en que creà la Comissió de Microscòpia Electrònica que finalment es materialitzà el 1965, dirigint la instal·lació i posada a punt del Servei de Microscòpia Electrònica (1966). Va fer instal·lar un Philips 200 i un Tesla BS 242-D, ambdós de transmissió. El 1972 un Cambridge Stereoscan S4 d'escaneig. De fet aquest Servei, conjuntament amb el d'Espectroscòpia va ser el precursor de l'actual Servei Científic i Tècnic de la Universitat de Barcelona. Ell va ser el Director del Servei de Microscòpia Electrònica de la Universitat de Barcelona fins al 1984.
Va ser Acadèmic de la Reial Acadèmia de Ciències i Arts de Barcelona el 1982. (Memòria d'ingrés: “Consideraciones críticas comparadas sobre algunos componentes del protoplasma”) 
Va ser també Acadèmic de la Reial Acadèmia de Medicina de Barcelona el 1983. (Memòria d'ingrés: “Algunos aspectos de la anatomía microscópica y sus relaciones con la técnica; el centríolo”)
Les seves principals línies de recerca van ser: a) Estructura del citoplasma. b) Estudi dels protozous. c) Mètodes i tècniques especials en microscòpia.
El seu tema principal d'investigació va versar principalment sobre aspectes ultraestructurals de la fibra muscular estriada, en particular del condrioma.
Va ser un dels primers socis de la Sociedad Española de Microscopía Electrónica i de la Sociedad Española de Biología Celular. També ho fou de la Institució Catalana d'Història Natural i de la Societat Catalana de Biologia, dues societats filials de l'Institut d'Estudis Catalans (IEC) en les quals ocupà alguns càrrecs (vicepresident de la primera el 1974 i vicepresident primer i després president de la segona, de 1982 a 1984) i va escriure articles en les seves revistes científiques.
Va ser soci també de la Real Sociedad Española de Historia Natural, de la Sociedad Española d'Histologia, del Groupement de Protistologues de Langue Française i de l'Ateneu Barcelonès.
Després de la seva jubilació va continuar participant assíduament en les diferents activitats científiques de les institucions de les quals era membre, ja que fins al final va gaudir d'una gran lucidesa intel·lectual.